# カレル・ブリュックナー
カレル・ブリュックナー（Karel Brückner, 1939年11月13日 - ）は、チェコ出身のサッカー指導者、元サッカー選手。カレル・ブリュックネルという表記も見られる。

## 経歴
長くサッカーに関わりつづけ、2002年まで母国サッカーチェコ代表のアシスタントを務めていた。1998年、ワールドカップ・フランス大会後のヨージェフ・ホバネツ監督時代、選手と指導者側との確執のみぞが埋まらず、チームの統率に苦心していた。その頃、パベル・ネドヴェドという突出した存在がチームの絶対的権限を握り、これが遠因となって予選も敗退。注目された強豪ながら、2002年の日韓W杯出場権を逃した。
こうした内紛をおさめるため、2002年1月、満を持してブリュックナーが代表監督に就任。指導者として頭角をあらわすのはこの頃からである。まず、チーム改革を行なった彼はネドベドを説得、戦力として慰留させた傍らでチームを統制するため厳格な管理をしいて組織化を図った。2月12日のサッカーハンガリー代表戦の初采配を皮切りに、チェコ代表を熟成させていく。一方、ゴールキーパーのペトル・チェフ、攻撃型のミラン・バロシュ、中要のヤン・ポラークら、新戦力となる選手を育成。また、伝統となる“小道を通すような精巧緻密なパスサッカー”に磨きをかけ、結果、得点力が格段に増していった。
こうして2004年のヨーロッパ選手権大会では期待通りベスト4の成績を残し、2006年のドイツW杯にはチェコ分離後初出場、分離前から数えれば実に4大会ぶりの本大会出場に導く。本大会では上位進出が有力視されていたが、元々選手層が薄い上に主力に故障者が続出して力を発揮できずにグループリーグで敗退。しかし、それまでの功績が評価された事もあってＷ杯後、新たに2年間の契約延長となった。世代交代の過渡期で戦力低下が囁かれていたが、2008年のヨーロッパ選手権の予選も無事に突破。その本大会を最後に代表監督を辞任する事を表明。
本大会はスイスには勝利したものの、ポルトガルには敗戦。グループリーグ突破をかけてのトルコ戦では試合終了15分前まで2-0でリードしていたが、その後3点を立て続けに取られ逆転負け。グループリーグを突破することはかなわなかった。ユーロ2008終了後に辞任。
2008年8月からオーストリア代表の監督に就任したが、成績不振を理由に辞任し、2009年3月18日に監督業からも引退を表明した。

## 所属クラブ
- 1957-1972  SKシグマ・オロモウツ
- 1972-1973  FCバニーク・オストラヴァ

## 指導歴
- 1973-1977  SKシグマ・オロモウツ
- 1978-1979  FKプロスチェヨフ
- 1979-1980  1.FCブルノ
- 1981-1982  SKシグマ・オロモウツ
- 1983-1984  チェコスロバキアU-21代表
- 1985-1987  SKシグマ・オロモウツ
- 1988-1989  TJ ZVLジリナ
- 1989-1991  FCバニーク・オストラヴァ
- 1992-1994  SKシグマ・オロモウツ
- 1994-1995  FCペトラ・ドルノビーチェ
- 1995-1996  FKインテル・ブラチスラヴァ
- 1997-1998  SKシグマ・オロモウツ
- 1998-2001  チェコU-21代表
- 2002-2008  チェコ代表
- 2008-2009  オーストリア代表